# Hugo (seria gier komputerowych)
Hugo – seria gier opartych na podstawie programu telewizyjnego Hugo na komputery i konsole, a także telefony komórkowe. W większości są to gry platformowe dwu- i trójwymiarowe lub logiczno-edukacyjne.
Poniższy spis uwzględnia tytuły gier wraz z rokiem światowej premiery programu i platformą na którą zostały wydane:
- 1990: Skærmtrolden Hugo (Commodore 64, Amiga)
- 1991: Hugo (Gameboy Advance)
- 1991: Hugo: Pa Nye Eventyr: Del 1 (Amiga)
- 1992: Hugo: Pa Nye Eventyr: Del 2 (Amiga)
- 1994: Hugo 1 (MS-DOS)
- 1994: Hugo 2 (MS-DOS)
- 1995: Hugo 3 (MS-DOS)
- 1996: Hugo 4 (MS-DOS)
- 1997: Hugo: Winter Games (PC)
- 1997: Hugo 5 (MS-DOS)
- 1997: Hugo: Winter Games (PC)
- 1998: Hugo 6 (PC)
- 1998: Hugo (PlayStation)
- 1999: Hugo XL (PC)
- 1998: Hugo Saves Christmas (PC)
- 1998: Hugo: Zaczarowany dąb (The Magic Oak) (PC)
- 1998: Hugo Gold (PC)
- 1998: Hugo: Magiczna Podróż (Hugo: The Magic Journey) (PC)
- 1999: Hugo 2 (PlayStation)
- 1999: Hugo: Tropikalna Wyspa (Hugo: Jungle Island) (PC)[1]
- 1999: Hugo 2 1/2 (GameBoy/ Gameboy Color)
- 1999: Hugo Platin (PC)
- 1999: Hugo: Gwiazdkowa przygoda (Hugo Saves Christmas/ Hugo: Winter Games 2) (PC)[2]
- 1999: Hugo: Stinky and Beaver in the Wood Games (PC)
- 1999: Hugo: Zaklęta Kolejka (Hugo: The Bewitched Rollercoaster) (PC)
- 2000: Hugo: Tropikalna Wyspa 2 (Hugo: Jungle Island 2) (PC)[3]
- 2000: Hugo Safari (PC)
- 2000: Hugo: Birthday Party (PC)
- 2000: Hugo: Magiczny napój (Hugo: The Secrets Of The Forest) (PC)[4]
- 2000: Hugo: Wyprawa po Kamienie Słońca / Hugo 3D (Hugo: The Quest For The Sunstones) (PC / Playstation)
- 2000: Hugo: Tropikalna Wyspa 3 (Hugo: Jungle Island 3) (PC)[5]
- 2001: Hugo: Bohaterowie sawanny (Hugo: Heroes Of The Savannah) (PC)
- 2001: Hugo: Siły natury (Hugo: The Forces Of Nature) (PC)
- 2001: Hugo: Gorączka czarnych diamentów (Hugo: Black Diamond Fever) (PC / PlayStation)[6]
- 2001: Hugo: Frog Fighter (PlayStation)
- 2001: Hugo Tropikalna Wyspa 4 (Hugo Titan) (PC)[7]
- 2002: Hugo: Czarodziejskie Zwierciadło / Zwierciadło Zła (Hugo: The Evil Mirror) (PC / PlayStation)
- 2002: Hugo: Tajemnice oceanu (Hugo and the Animals of the Ocean) (PC)
- 2001: Hugo Krypton (PC)
- 2002: Hugo w Kosmosie (Hugo in Space) (PC)[8]
- 2003: Hugo in the Xmas Snow (Java)[9]
- 2003: Hugo: Runamukka. Wielka Ucieczka (PC)
- 2003: Hugo: SmakkaBall (PC)
- 2003: Hugo Saphir (PC)
- 2003: Hugo: Bukkazoom! (PlayStation 2 / PC / Gameboy )
- 2004: Hugo: Ice Cave (Java)
- 2004: Hugo: Black Diamond Fever 2 (Java)
- 2004: Hugo: Black Diamond Fever 3 (Java)
- 2004: Hugo: CannonCruise (PlayStation 2 / PC / Java)[10]
- 2005: Hugo: Bitwa pingwinów (Hugo: Penguin Battle) (PC)[11]
- 2005: Agent Hugo (PlayStation 2 / PC)
- 2006: Hugo: Fabryka Gier (Hugo: Game Shop) (PC)[12]
- 2006: Agent Hugo: RoboRumble (PlayStation 2 / PC / Java / Game Boy Advance)
- 2006: Hugo: Food Fight (Java)
- 2007: Agent Hugo: Lemoon Twist (PlayStation 2 / PC / Wii)
- 2008: Hugo: Przygoda z Angielskim (Hugo: The Adventure with English) (PC)
- 2008: Hugo Creator: Agent Hugo (PC)
- 2008: Hugo Creator: Natal (PC)
- 2008: Hugo Creator: Family (PC)
- 2008: Hugo Creator: Jungle (PC)
- 2008: Hugo Creator: Safari (PC)
- 2008: Agent Hugo: Misja Hawaje (Agent Hugo: Hula Holiday) (PlayStation 2 / PC / Wii)
- 2008: Hugo: New Year 2 (PC)
- 2009: Hugo: Magic in the Troll Woods (PlayStation 2 / Wii / Nintendo DS / PC)
- 2010: Hugo Trollskolan: De Första Tecknen (PC)
- 2010: Hugo Trollskolan: Utmaningen I Tornet (PC)
- 2011: Hugo Trollakademin 2: Jakten på Kristallkartan (Nintendo DS)
- 2011: Hugo: The Adventure with English 2 (PC)
- 2011: Hugo Retro Mania (Windows / Windows Phone / Android / iOS)
- 2012: Hugo: Den forsvundne Kaempe (Nintendo DS)
- 2012: Hugo Troll Race (Windows / Android / iOS)
- 2013: Hugo: Troll Wars (Windows / Android / iOS / Windows Phone)
- 2016: Hugo: Troll Race 2 (Android / iOS)
- 2016: Hugo (Windows / Android / iOS / Windows Phone)
- 2017: Hugo 2 (Windows / Android / iOS / Windows Phone)
- 2018: Hugo Casino / Hugo Goal (Windows / Android / iOS / Windows Phone)
- 2019: Hugo's Adventure (Windows / Android / iOS / Windows Phone)
- 2021: Hugo Super Skater (Android / iOS)
- 2021: Hugo Carts (Windows / Android / iOS / Windows Phone)
- 2023: Hugo Legacy (Windows / Android / iOS / Windows Phone)

W 2006 wydana została kompilacja Hugo Złota 10-tka składająca się z gier: Gorączka Czarnych Diamentów, Bohaterowie Sawanny, Magiczny Napój, Magiczna Podróż, Siły Natury, Hugo w Kosmosie, Zaklęta Kolejka, Tajemnice Oceanu, Czarodziejskie Zwierciadło, Runamukka: Wielka Ucieczka oraz dodatkowo Agent Hugo, Agent Hugo: Roborumble i Hugo: Bitwa Pingwinów.
- Gra Hugo na komputery Amiga otrzymała ocenę 75% w magazynie „Świat Gier Komputerowych”[14].
- Gra Hugo: Tropikalna wyspa otrzymała ocenę 75% w serwisie Gry-Online[15].
- Gra Hugo: Magiczny napój otrzymała 4 na 5 gwiazdek w serwisie Wirtualna Polska[16].
- Gra Hugo: Wielka ucieczka otrzymała ocenę 2/10 w serwisie GRY-OnLine[17].